# Пьетро далле Карчери

Эвбея на карте Южных Балкан (зелёным цветом в центре)

Пьетро далле Карчери (Pietro dalle Carceri) (ум. 1340) — триарх Эвбеи, барон Аркадии.
Сын (единственный ребёнок) триарха центральной части Эвбеи Грапоццо далле Карчери и Беатрисы да Верона.
После смерти отца наследовал его триархат, в котором правил совместно со своей кузиной Марией далле Карчери и её мужем Андреа Корнаро. 
В 1323 г. захватил владения Андреа Корнаро (Мария далле Карчери к тому времени умерла). В 1328 г. после смерти матери стал единоличным правителем центральной части Эвбеи.
Вероятно, первым браком был женат на не известной по имени дочери Джорджио I Гизи, сеньора Микен.
Вторая жена (с 1324 г.) — Бальцана Гоццадини, дочь Доменико Гоццадини, сеньора Намфто, вдова барона Аркадии Эрара II д’Онуа, за ней получил половину баронии Аркадия в княжестве Ахея.
От второй жены сын:
- Джованни далле Карчери (ум. 1358), триарх центральной части Эвбеи.